# Reguljair
Reguljair i Skellefteå AB var ett flygbolag som bildades 1996 i Skellefteå med ett flygplan av typen EMB-110 Bandeirante (SE-IYZ).
Under den första tiden så flög bolaget Skellefteå–Umeå–Sundsvall i linjetrafik och senare upptogs postflyg till Stockholm. År 1998 startades ytterligare en linje mellan Umeå och Vasa (Finland). År 1999 slutade en av grundarna. Bolaget fick då interna problem med de kvarvarande ägarna och bolaget gick i konkurs 2000. Bolaget startades upp ett par månader senare med förändrat ägande under namnet Nordic Airlink, senare Fly Nordic.